# Camelinae
Camelinae – podrodzina ssaków z rodziny wielbłądowatych (Camelidae).

## Podział systematyczny
Do podrodziny należą dwa plemiona:
- Lamini Webb, 1965
- Camelini J.E. Gray, 1821

Opisano również rodzaj wymarły o niepewnej pozycji systematycznej i nie sklasyfikowany w żadnym z powyższych plemion:
- Hesperocamelus Macdonald, 1949